# Iglesia de la Encarnación (Castellar)
La Iglesia Parroquial de Nuestra Señora de la Encarnación de Castellar está situada en uno de los emplazamientos de mayor calidad histórica y ambiental de la población. La torre, el monumento de mayor antigüedad de la localidad, sirvió de defensa de una primitiva fortificación visigoda y posteriormente árabe, pasando tras la reconquista a desempeñar el papel emblemático de torre-campanario de la iglesia erigida entre los siglos XIII y XIV, proyectándose al exterior mediante un volumen de planta cuadrada adosado a los pies del templo. Este presenta planta basilical de tres naves separadas por arcos apuntados con óculo sobre sus vértices, apeados en soportes poligonales con capiteles de gran diversidad y riqueza en su labra, de inspiración protorromántica. La cubierta de la nave central es plana, formada por jácenas que apean sobre canes. Esta misma cubierta se aprecia en las naves laterales, aunque con suave inclinación hacia los muros perimetrales. A la izquierda presenta la adición de dos cuerpos, uno de planta cuadrangular y otro de planta rectangular. En el ala del Evangelio se abren dos capillas-hornacinas; la más próxima a la zona del presbiterio es de planta rectangular y se cubre por bóveda de medio cañón con arcos fajones falsos que apean en ménsulas. Tras un arco apuntado se accede al camarín cubierto por cúpula semiesférica sobre pechinas.
El presbiterio, de testero plano, queda enlazado por la planta basilical a través de tres arcadas, apoyadas en potentes pilares de piedra de sección cuadrada, cuyo vano central ofrece mayor altura y luz que los laterales. Paralela a la zona presbiteral se sitúa la sacristía cubierta por bóveda de cañón con lunetos y en la que se conserva el único escudo existente del momento, cuya heráldica refleja las armas del obispo Baltasar Moscoso y Sandoval (1619-1646).
Exteriormente, la iglesia presenta en la fachada principal una portada barroca con arco de medio punto, moldura abocelada y clave resaltada con acanto. A los lados la flanquean dos columnas exentas sobre plintos ornados por punta de diamante. Se remata por un frontón partido donde sus vértices se coronan por pináculos con bolas. A los pies del templo hay una poterna del primitivo castillo árabe conformada por un marco de medio punto de amplias dovelas, enmarcado por alfiz rectangular. 